# Burlington (Wisconsin)
Burlington è una città degli Stati Uniti d'America, situata in Wisconsin, nella Contea di Racine e in parte nella Contea di Walworth.